# 美國國防技術資訊中心
美国國防技术資訊中心隶属于美国国防部，是军事相关的科学技术情报文献中心。为美国国防部、美軍、联邦政府及其合同商、部分民间科研机构提供内部的技术文件服务。不涉密的文献对社会开放，可通过公开网站DTIC Online （页面存档备份，存于）在线获取。

## 历史
第二次世界大战前，美国各军种、兵种的军事科研成果各自为政、互不通气、分散收藏管理。1941年成立战时科学研究与发展局（OSRD），负责军事科研系统科技报告的统一搜集、编目、检索服务。战后，又分散为各军种自己的科技文献机构。1945年6月在英国伦敦成立美国航空文档研究中心（Air Documents Research Center ，ADRC），负责整理纳粹德国的航空技术文献。当年，迁址俄亥俄州代顿的怀特机场，更名为航空檔案處（Air Documents Division， ADD），负责把缴获的高优先级的德国航空文档翻译为英文。1948年，ADD改组为中央航空文献室（Central Air Documents Office，CADO），除了负责德国文献整理之外，还负责收集、处理、提供技术文献，为军事单位、国防部或政府资助的科技、工程、工业提供信息服务。
该组织历史沿革：
- 1951年—CADO改为三军技术情报局（Armed Services Technical Information Agency，ASTIA）
- 1962年—国防部科学技术信息（STINFO）程序启动。
- 1963年—ASTIA更名为国防部文献中心（Defense Documentation Center，DDC），转隶于国防供应局（Defense Supply Agency，DSA）
- 1972年—国防研究、开发、测试与评价在线系统（Defense Research, Development, Test and Evaluation Online System，DROLS）开始运作。
- 1979年—DDC更名为国防技术信息中心（Defense Technical Information Center，DTIC）。
- 1980年—国防部信息分析中心（Information Analysis Center，IAC）程序增加为DTIC的任务。
- 1994年—DTIC开始通过互联网提供产品与服务。
- 1995年—DTIC迁址Andrew T. McNamara Headquarters Complex，Fort Belvoir（英语：Fort Belvoir）， 弗吉尼亚州。
- 2004年—DTIC转为由负责采购、技术与后勤的国防部次长领导，直接报告给负责研究与工程的国防部长助理。
- 2008年—DTIC在线网站启动，提供在线搜索与访问国防部研究与工程信息。
- 2008年—DTIC启动了DoDTechipedia（英语：DoDTechipedia），国防部科技信息维基。以促进国防部的科学家、工程师、项目管理者、采购专家、作战人员之间的沟通与合作。
- 2009年—DTIC启动DefenseSolutions.gov，国防部潜在的合同商提交其解决方案。

## 产品与服务

### DTIC在线
DTIC Online提供了非秘密、不受限的信息的在线访问，无需注册。

### DTIC在线保密文档
在涉密互联协议路由网（Secret Internet Protocol Router Network，SIPRNET）下，DTIC Online Classified提供了访问DTIC完整文档集合，包括非密且不受限、非密受限、以及秘密级）的技术文档。此外，登入用户还可以通过SIPRNET访问其它服务，包括DoDTechipedia Classified。